# (11914) Sinachopoulos
(11914) Sinachopoulos est un astéroïde de la ceinture principale.

## Description
(11914) Sinachopoulos est un astéroïde de la ceinture principale. Il fut découvert le 2 septembre 1992 à La Silla par Eric Walter Elst. Il présente une orbite caractérisée par un demi-grand axe de 2,28 UA, une excentricité de 0,12 et une inclinaison de 0,7° par rapport à l'écliptique.

## Compléments